# Đại sứ quán Việt Nam tại Mexico
Đại sứ quán nước Cộng hòa xã hội chủ nghĩa Việt Nam tại Mexico là cơ quan đại diện ngoại giao chính thức của Việt Nam tại Mexico, chịu trách nhiệm phát triển và duy trì quan hệ giữa hai nước.

## Lịch sử
Ngày 19 tháng 5 năm 1975, Việt Nam chính thức thiết lập quan hệ ngoại giao chính thức với Mexico, cũng trong năm này Việt Nam mở Đại sứ quán tại Mexico.

## Các nhiệm kỳ Đại sứ
Các Đại sứ của Cộng hòa xã hội chủ nghĩa Việt Nam tại Mexico và các quốc gia được kiêm nhiệm:
| Nhiệm kỳ         | Đại sứ             | Honduras | Panama | Guatemala | El Salvador | Belize | Peru | Chú thích           |
| ---------------- | ------------------ | -------- | ------ | --------- | ----------- | ------ | ---- | ------------------- |
| 1996–1999        | Nguyễn Ngọc Trường |          | Có     |           |             |        | Có   | [ 2 ] [ 3 ]         |
| 2008–2011        | Phạm Văn Quế       |          |        |           |             |        |      | [ 4 ]               |
| 2011–2014        | Lê Thanh Tùng      | Có       |        | Có        | Có          | Có     |      | [ 5 ] [ 6 ]         |
| 2015–2018        | Lê Linh Lan        |          |        | Có        | Có          |        |      | [ 7 ] [ 8 ]         |
| 2018–2021        | Nguyễn Hoài Dương  | Có       | Có     | Có        | Có          |        |      | [ 9 ] [ 10 ] [ 11 ] |
| 2021–đương nhiệm | Nguyễn Hoành Năm   |          |        | Có        | Có          | Có     |      | [ 12 ]              |

## Đại sứ hiện tại
Nguyễn Hoành Năm
Năm 2015, Đại sứ Nguyễn Hoành Năm là Trưởng Phái đoàn Đại diện Thường trực Việt Nam tại ASEAN, tháng 9 cùng năm ông được giao thêm giữ chức vụ Phó Chủ nhiệm Ủy ban Nhà nước về người Việt Nam ở nước ngoài.
Năm 2021, ông trở thành Đại sứ Đặc mệnh toàn quyền nước Cộng hòa xã hội chủ nghĩa Việt Nam tại Mexico, kiêm nhiệm Guatemala, El Sanvado và Belize.